# 基斯杜化·禾亞
基斯杜化·禾亞（英語：Christopher Wreh，1975年5月14日—），出生於利比里亞蒙羅維亞，是一名已退休的利比里亞足球員，曾代表阿仙奴獲得1997/98球季雙料冠軍，並射入一球。他亦曾36次代表利比里亞國家隊，攻入11球，曾代表國家參加1996年非洲國家盃。其兒子基斯亦是職業足球員，效力譚禾夫。

## 職業生涯

### 早期及摩納哥
禾亞是前世界足球先生的侄子，出道時曾效力國內聯賽球隊年青哥托哥（Young Kotoko）、拉莫迪國際（La Modelle International）和隱形十一人（Invincible Eleven）。於1989年加盟法國球會AS摩納哥青年軍。司職中鋒的禾亞，在摩納哥只能成為邊緣球員，其後更被外借至甘岡，卻隨隊參加了1997年法國盃決賽，最終僅以互射十二碼落敗。
此外，禾亞於1995年首次代表利比里亞，他最終代表了國家隊36次，共射入11球。

### 阿仙奴
禾亞在1997年夏天以30萬鎊轉會費加盟阿仙奴，與前摩納哥主帥雲加重遇。他在1997年夏天國內的一個遊戲節目其中一個環節「擺脫獅子」而嶄露頭角。雖然禾亞僅為伊恩胡禮、柏金和安歷卡後的第四選擇，但他依然為球隊奪得雙料冠軍的重要功臣，他先後在對溫布頓和保頓的聯賽中射入致勝球，又在足總盃四強對狼隊中一箭定江山，而在決賽更擔任正選，雖然未取得入球，但阿仙奴仍擊敗紐卡素2:0捧盃。
雖然他在對曼聯的1998年英格蘭慈善盾中取得入球，禾亞卻未能持續好表現，更開始被投閒置散，而在1999年大帝亨利和蘇加的加盟後，他在阿仙奴已完全沒有前途。其後他被外借至伯明翰，在對甘士比時取得在該隊的唯一入球。後又被外借至AEK雅典和。在2000年他正式離開阿仙奴，合共為球隊上陣46場（多數擔任後備）並攻入5球。

### 生涯後期
禾亞其後的表現已未能重返阿仙奴時期的水平，亦因此淪為人球。他曾加盟沙烏地阿拉伯球會希拉爾，又於2001年返回英國加盟般尼茅夫和聖美倫，但由於狀態欠佳，極少獲得落場機會。其後加盟低組別球會比索史杜福特及FC白金漢鎮。
2007年他曾復出加盟印尼超聯球會佩斯曼。
2014年禾亞接受媒體「Finished Players」時透露了自己的近況，現時他除了擔任青年球員的教練外，亦有從事資訊科技行致人員的工作。此外，他又重提當年在節目上「一逃成名」的事蹟，笑指自己仍有能力逃脫獅子。

## 榮譽
- 英超：
  - 冠軍 1997–98
  - 亞軍 1998–99
- 足總盃冠軍 1998
- 慈善盾冠軍 1998、1999

## 外部連結
- 足球数据库：Christopher Wreh的球员统计数据